# Aphaenogaster caeciliae
Aphaenogaster caeciliae är en myrart som beskrevs av Hugo Viehmeyer 1922. Aphaenogaster caeciliae ingår i släktet Aphaenogaster och familjen myror. Inga underarter finns listade i Catalogue of Life.